# 一品親王
一品親王（いっぽんしんのう）とは、律令制において皇親（）に対して与えられた最も高い品位である一品のこと。広義では一品を与えられた内親王（一品内親王）も含まれる。

## 待遇
一品親王には位田80町・品封800戸（『拾芥抄』では600戸）・資人160人が支給された。他に文学（ふみはかせ・親王のみ）・家令（いえのかみ）・扶（すけ）・大従・少従・大書吏・少書吏各1名が家司として派遣された。立場としては正一位・従一位と同様に扱われており、待遇としてはそれを上回った。また、正・従一位と同様に太政大臣に就任する資格があった（ただし、生前に太政大臣に就任した一品親王はいない）。

## 資格
品位は天皇と皇太子を除く皇親の序列を示すものであり、一品親王は皇親の筆頭的な地位にあった。ただし、品位そのものは天皇との親疎は勿論のこと当該皇親の母親の出自や年齢、経歴、その他社会的評価に基づいて叙せられる場合が多く、一品親王と皇位継承との関連性は全く無い。むしろ、皇位継承から除外された有力な皇位継承権を持つ皇親に対し皇位継承の断念の代償として与えられる例（為平親王・敦康親王）すら存在した。だが、一品親王と皇位継承が結び付けられた例も皆無では無い。氷高内親王（元正天皇）は即位直前に一品を与えられたこと、孝謙天皇の後継者に擬えられた道祖王（廃太子）及び大炊王（淳仁天皇）がいずれも一品親王である新田部親王・舎人親王（いずれも故人）の子であり、陽成天皇の事実上の廃位後に立てられた時康親王（光孝天皇）は当時唯一の一品親王であった。これらは一品親王が皇位継承に関わった例であると言えるが、同時にその全てが特殊な事情があったことに留意する必要はある。

## 事例
一品に叙せられた最初の例は和銅8年（715年）に叙せられた穂積親王と氷高内親王である。この時には元明天皇から氷高内親王への譲位が決まっておりそのための環境整備としての一品叙位であったが、男性皇親（）よりも女性皇親が先に一品を叙せられる事に対する朝廷内の反発を抑えるために当時健在であった天武天皇の皇子中最年長で知太政官事も務めた重鎮の穂積親王が同時に叙せられたと考えられている。奈良時代に生前に叙せられた他の3人（舎人親王・新田部親王・多紀内親王）は全て天武天皇の子であり、舎人親王・新田部親王は朝廷内の要職を歴任している。なお、天武天皇の子女で最後の生存者として叙された多紀内親王以外はいずれも内命婦以上の高位の女性の所生であり、母親の身分も深く関与したと考えられている。
一品叙位は社会的にも財政的にも大きな意味を有するために死後の叙位は比較的多かったものの、生存者への叙位は極めて慎重に行われ、平安時代最初の叙位は天長8年（831年）の葛原親王であった。奈良時代からこの時期を通じて、二品親王の地位に約20年以上いること、それ以下の場合には親王が就く官職で事実上最高位であった式部卿を長期にわたって務めて「第一の親王」たるに相応しい経歴を保持し、なおかつ母親の出自（いわゆる「后腹」でなければ叙位される可能性は低かった）や天皇との親疎、藤原氏などの権力者との親疎も加味されて叙された。これはすなわち「宗室の長老」としての統括能力と実績が期待された場合にそれに相応しい親王のみが叙されるということであり、これらの条件を満たしていても当時の財政状況や政治状況などから一品に叙せられずに薨去する親王もいた。一方内親王の場合は、叙位自体が珍しくなり、9世紀に生前に一品に叙されたのは、藤原良房を祖父に持つ清和天皇の同母姉妹の儀子内親王のみであった。

### 平安時代中期以降
摂関政治期になると、后腹以外の天皇の子女は臣籍降下する例がほとんどとなり、一品叙位の条件も二品の経歴よりも天皇や摂関との関係が重視されるようになった。また、為平親王や敦康親王のように皇位継承において優位だった親王が皇位を断念せざるを得なくなった代償に授けられるケースが生じた（藤原氏の策動で皇籍に復帰させられた兼明親王（元・左大臣源兼明）の一品叙位も近似の例と言える）。特に内親王への一品、とりわけ藤原道長の孫や曾孫に対する叙位が多く見られるようになる（醍醐天皇から後朱雀天皇までの子女のうち一品に叙されたのが男性4名に対して女性9名でうち4名が道長の孫あるいは曾孫にあたる内親王であった）。こうして一品親王の重要性は急速に失われていき、天皇・あるいは外戚の庇護を受けた親王・内親王への待遇付与へと変質することになった。